# سوم بن همام (سيئون)
'

تعديل مصدري - تعديل

سوم بن همام هي إحدى قرى عزلة سيئون بمديرية سيئون التابعة لمحافظة حضرموت، بلغ تعداد سكانها 87 نسمة حسب تعداد اليمن لعام 2004.